# Бобровський повіт

Бобровський повіт   — історична адміністративно-територіальна одиниця в складі Воронезького намісництво й Воронезької губернії, що існувала у 1779–1928 роках. Повітове місто — Бобров.

## Географія
Повіт розташовувався в історичній області Слобідська Україна, у центральній частині Воронезької губернії, межував на заході з Воронезьким повітом і Коротояцьким повітом, на півдні — Острогозьким повітом, Павловським повітом і Богучарським повітом, на сході — Новохоперським повітом, на півночі — Тамбовською губернією. Площа повіту складала в 1897 8 159,7верст²(9 286 км²).

## Історія
Повіт було створено в 1779 в складі Воронезького намісництва (з 1796 — Воронезької губернії).

В 1928 році Воронезька губернія і всі її повіти були скасовані. На території Бобровського повіту було створено Бобровский район Воронезького округу Центрально-Чорноземної області.

## Населення
За даними перепису 1897 року в повіті мешкало 286 745 осіб (142 028 чоловіків та 144 717 — жінок). За національним складом: українці — 16,5 %, москалі — 83,2 %. У повітовому місті Бобров мешкало 3884 особи.
За підсумками всесоюзного перепису населення 1926 року населення повіту становило 353 858 осіб [3], з них міського населення - 44 941 особа.

## Адміністративний поділ
На 1913рік повіт поділявся на 25 волостей::
| - Александровська, - Бутурлинівская, - Бобровська, - Васілєвська, - Вєліко-Архангєльська, - Вєрхо-Тішанська, - Вєрхо-Тойдєнська, - Козловська, - Коршєвська, - Мартиновська, | - Масловська, - Матрєнська, - Мєчєтська, - Міхайловська, - Ново-Курлакська, - Ново-Покровська, - Ново-Чигольская, - Пчєліновська, - Садовська, - Сергєєвська, | - Срєднє-Ікорєцька, - Старо-Тойдєнська, - Хрєновська, - Чєсмєнська, - Щучєнська, |